# Charles S. Hastings

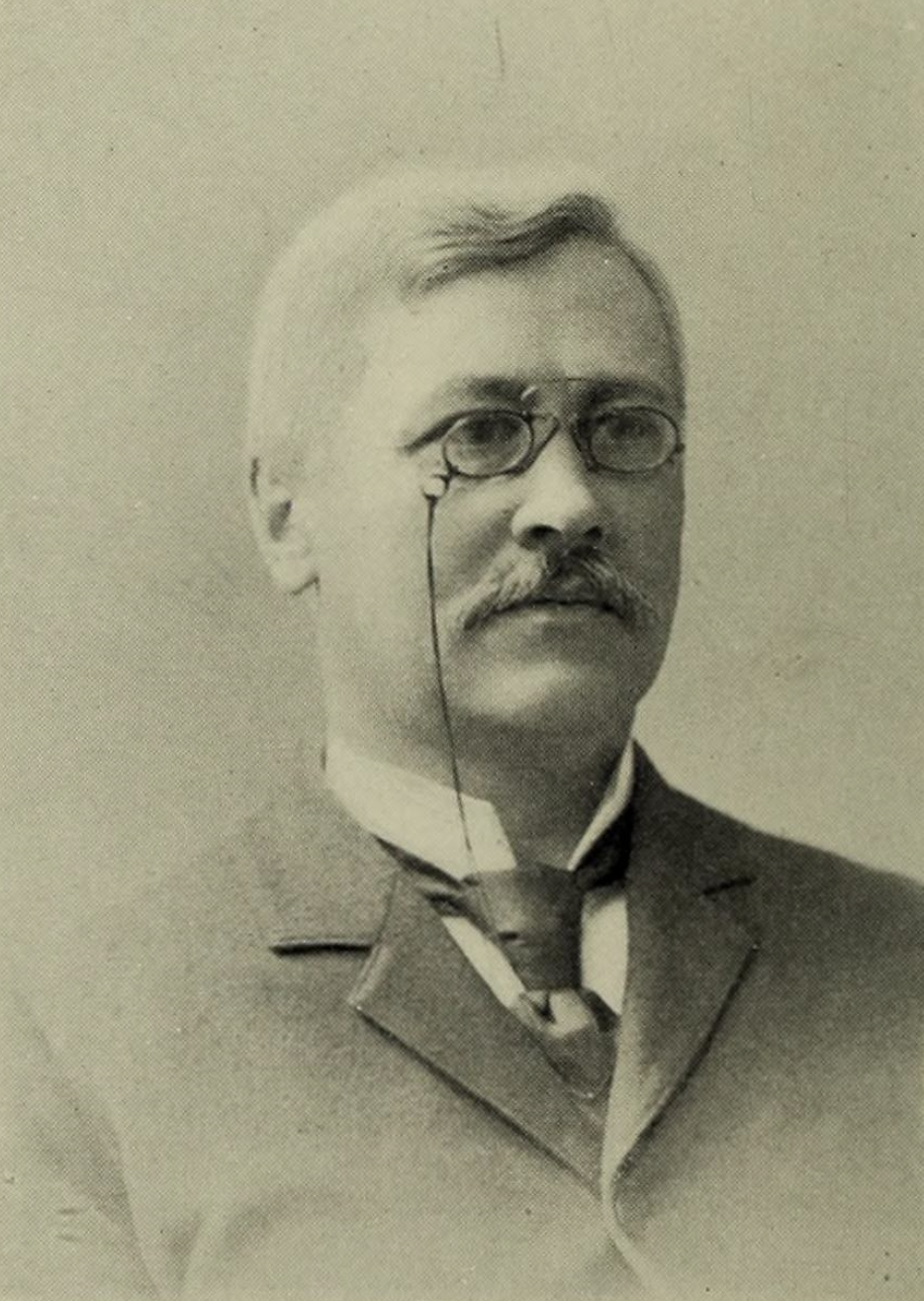
Charles S. Hastings

Charles Sheldon Hastings (* 27. November 1848 in Clinton, New York; † 31. Januar 1932 in Hartford, Connecticut) war ein US-amerikanischer Physiker.
Als abweichende Lebensdaten finden sich geboren 1849 und gestorben am 29. Januar 1932.
Hastings war Sohn des Arztes und Dozenten für Anatomie und Physiologie am Hamilton College in Clinton, Panet Marshall Hastings. Charles Hastings studierte an der Sheffield Scientific School der Yale University (Bachelor 1870), 1873 erhielt er hier einen Ph.D. in Physik. Von 1874 bis 1877 studierte er im Ausland, unter anderem bei Hermann von Helmholtz und bei Gustav Robert Kirchhoff. 1877 erhielt Hastings eine Professur (Associate Professor) an der Johns Hopkins University, 1883 eine ordentliche Professur an der Johns Hopkins University und im selben Jahr an der Sheffield Scientific School der Yale University. 1915 ging er in den Ruhestand, war aber noch weitere 15 Jahre in Yale wissenschaftlich aktiv.
Charles Hastings machte sich um die Entwicklung von Linsen für astronomische Instrumente verdient, insbesondere für die Astrofotografie, die überwiegend gemeinsam mit dem Hersteller John Brashear und dessen Schwiegersohn James B. McDowell gebaut wurden. Hastings realisierte achromatische und apochromatische Linsen mit Korrekturen für chromatische, sphärische und andere Aberrationen (Abbildungsfehler), darunter einen vergrößernden Aplanaten. In seinen letzten Jahren befasste er sich mit der Verbesserung von Mikroskopen. Er veröffentlichte mehrerer Lehr- und Fachbücher, darunter Light, A Consideration of the More Familiar Phenomena of Optics (1901) und New Methods in Geometrical Optics (1928).
1878 wurde Hastings als Fellow in die American Association for the Advancement of Science, 1878 als Mitglied in die National Academy of Sciences gewählt, 1906 in die American Philosophical Society. 1889 wurde Hastings officier de l’instruction publique (Ordre des Palmes Académiques), 1916 Ehrenmitglied der Optical Society of America. 1926 erhielt er für die Entwicklung optischer Systeme die Elliott Cresson Medal des Franklin Institute.
Charles S. Hastings war seit 1878 mit Elizabeth Tracy Smith (1851–1930) verheiratet. Das Paar hatte eine Tochter. Charles Hastings’ Grab befindet sich auf dem Cedar Hill Cemetery in Hartfort, Connecticut.